# Re:Re:
「Re：Re：」（アールイー・アールイー）はASIAN KUNG-FU GENERATIONの2016年3月16日に発売された22枚目のシングルである。

## 概要
- 楽曲自体は2004年に発売されたアルバム『ソルファ』に収録されており、今回はフジテレビ”ノイタミナ”アニメ「僕だけがいない街」のオープニングテーマに起用されるにあたって再レコーディングされた。
- ノイタミナの主題歌としては、2010年の「四畳半神話大系」のオープニングテーマ「迷子犬と雨のビート」以来2度目。アニメ主題歌としては、2012年「ROAD TO NINJA-NARUTO THE MOVIE」の主題歌「それでは、また明日」以来である。
- 本音源は、結成20周年を記念してリリースされた『ソルファ』全楽曲のセルフカバーアルバムに収録された。
- ジャケットには『フィードバックファイル 2』以来、2年ぶりに中村佑介が起用された。以降の作品でも引き続き、中村がジャケットイラストを担当している。
- 初動売り上げは1万枚を超え、オリコン初登場9位を獲得した。

## 収録曲
全作詞：後藤正文、全編曲：ASIAN KUNG-FU GENERATION
1. Re：Re：
作曲：後藤正文、山田貴洋
フジテレビ”ノイタミナ”アニメ「僕だけがいない街」オープニングテーマ。
ライブアレンジをフィーチャーしていて、イントロが1分半以上あり、楽曲全体としても、歌の部分よりも、演奏の方が長い。アニメバージョンではギター部分から曲が始まる。 「僕だけがいない街」の最終話では、高架下の壁に「Re:Re:」と書かれているシーンがある。
2. タイムトラベラー
作曲：喜多建介
「Easter」に収録されている「シーサイドスリーピング」以来の喜多がボーカルをとる曲。
「ASIAN KUNG-FU GENERATION Tour 2016-2017 「20th Anniversary Live」」でライブ初披露された(後藤は演奏に参加せず)。

## カバー
- 結束バンド［後藤ひとり（青山吉能）］ - アニメ映画『劇場総集編ぼっち・ざ・ろっく! Re:Re:』エンディングテーマ[1][2]。